# テイラーアンドフランシス
テイラー・アンド・フランシス・グループ（Taylor & Francis Group）は、イギリスを本拠とするインフォーマ（Informa）社の一部門である学術書出版社である。本社はイギリスのオックスフォード。イギリスの他、アメリカ合衆国、オーストラリア、シンガポール、中国、日本、マレーシア、スイス、インド、南アフリカの世界各国にオフィスを持つ。
同社は1852年、リチャード・テイラーの出版業に、化学者ウィリアム・フランシスが加わり、設立された。
1936年に有限責任株式会社化、1998年にロンドン証券取引所上場、2004年にはインフォーマと合併。合併以降同社は、インフォーマの学術出版部門として運営されている。
Taylor & Francis Groupは、毎年約2400の学術誌、7000タイトル以上の書籍を新刊し、約13万の既刊書を有する。

## インプリント
Taylor & Francis Groupは主に以下のインプリントで学術誌、書籍、ハンドブックを刊行している。
- Taylor & Francis:　科学、生物学、数学、工学、情報工学分野の学術誌を刊行
- Routledge：人文学、社会学分野の学術誌、書籍を刊行
- CRCプレス：科学、工学、医学分野の書籍、ハンドブックを刊行